# Cuscuta planiflora
Cuscuta planiflora — вид рослин родини берізкові (Convolvulaceae).

## Опис
Стебла до 0,5 мм в діаметрі й до 40 см довжиною, пурпурно-червоні або жовті, як правило, дуже розгалужені, гладкі або бородавчасті. Квіти (1,5)2–3(3,5) мм, білі. Насіння 0,7–0,8 × 0,5–0,6 мм, коричневе. Цвітіння і плодоношення з квітня по липень.

## Поширення
Африка: Алжир; Єгипет; Лівія; Марокко; Туніс; Еритрея; Ефіопія; Кенія; Танзанія; Уганда; Бурунді; Руанда; Заїр; Ангола; Замбія; Зімбабве; Намібія; Південна Африка — Гаутенг Лімпопо. Азія: Кувейт; Афганістан; Кіпр; Єгипет — Синай; Іран; Ізраїль; Йорданія; Ліван; Сирія; Туреччина. Південна Європа: Албанія; Болгарія; Колишня Югославія; Греція [вкл. Крит]; Італія [вкл. Сардинія, Сицилія]; Румунія; Франція [вкл. Корсика]; Португалія [вкл. Мадейра]; Іспанія [вкл. Балеарські острови, Канарські острови]. Натуралізований в Австралії. Паразитує на самих різних трав'янистих рослинах і чагарниках на сухих, сонячних ділянках, переважно в районах з низьким рівнем; 0–750(1300) метрів.